# 後貝加爾斯克站
49°38′21.7″N 117°19′54.4″E / 49.639361°N 117.331778°E
後貝加爾斯克站，又譯外貝加爾斯克站、后贝加尔站（羅馬化：Zabaykal'sk，IPA：[zəbɐjˈkɑlʲsk]），屬西伯利亞鐵路車站，位於俄羅斯後貝加爾邊疆區後貝加爾斯克縣的市鎮後貝加爾斯克，有他斯契－後貝加爾支線經過。
後貝加爾斯克站為建設東清鐵路時興建，起初有中文名，名為十八里小站，意為離滿洲里站十八華里的小站。后改为86号车站托里亚站、奥特堡尔站。车站曾于2005年进行过大规模改建。現時由俄羅斯鐵路後貝加爾鐵路局管轄。此站是西伯利亞鐵路與中國的邊境站，俄國列車會在此處換軌，再駛入中國境內。截至2017年，该站每日可换装600个标准集装箱。

## 停靠列车
| 车次 | 道发站                     | 车次 | 道发站                     |
| ---- | -------------------------- | ---- | -------------------------- |
| 19   | 北京 — 莫斯科-雅羅斯拉夫爾 | 20   | 莫斯科-雅羅斯拉夫爾 — 北京 |
| 321  | 後貝加爾斯克 — 伊尔库茨克  | 322  | 伊尔库茨克 — 後貝加爾斯克  |
| 653  | 後貝加爾斯克 — 满洲里      | 654  | 满洲里 — 後貝加爾斯克      |
| 683  | 後貝加爾斯克 — 博尔贾      | 684  | 博尔贾 — 後貝加爾斯克      |